# 北二蓝氏宗祠
北二蓝氏宗祠位于浙江省衢州市柯城区航埠镇北二村，是浙江省境内保存最为完整的畲族宗祠。宗祠建于明崇祯年间（1628年），面积650平方米，建筑工艺精湛。2013年5月，列入第七批全国重点文物保护单位。